# Leonard Tarnawski

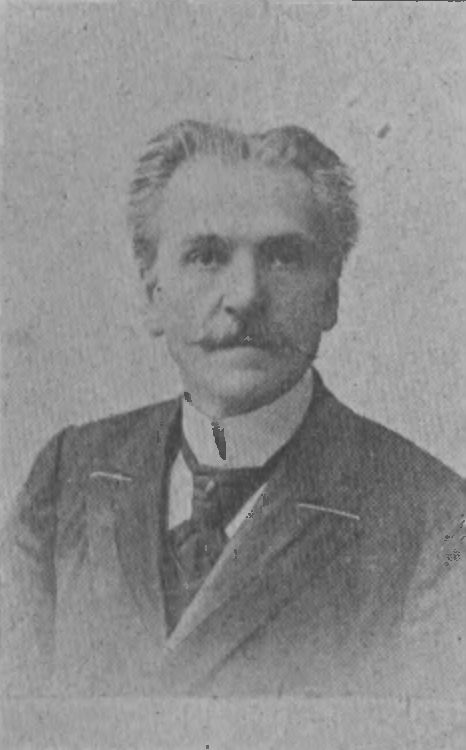
Leonard Tarnawski

Leonard Tarnawski (* 21. Dezember 1845 in Piskorowice; † 6. September 1930 in Przemyśl) war ein polnischer Jurist, Politiker und Veteran des Januaraufstandes.
Als 1863 in Kongresspolen der Januaraufstand ausbrach, schloss sich Tarnawski, welcher gerade mal Gymnasiast war, den aufständischen Einheiten an. Nachdem er verwundet worden war, kehrte er nach Hause zurück und bestand 1865 sein Abitur, um anschließend an der Universität Lwów ein Doktoratsstudium in Rechtswissenschaft zu absolvieren. 1877 heiratete er Wincenta Waygart, die Tochter des Bürgermeisters von Przemyśl. Ihr gemeinsamer und 1885 geborener Sohn Władysław Tarnawski wurde Linguist.
1902 wurde Tarnawski als Abgeordneter der Endecja in den Galizischen Landtag gewählt. Nach der Wiedererlangung der Unabhängigkeit Polens 1918 wurde er ein Jahr später in den konstituierenden Sejm gewählt. Als Mitglied der Konstitutionskommission wirkte er maßgeblich an der polnischen Verfassung vom 17. März 1921 mit.
Nach seinem Tod wurde in Przemyśl, wo er Ehrenbürger geworden war, ein Straßenzug nach ihm benannt.